# Ssaki Polski
Ssaki Polski – gatunki zwierząt z gromady ssaków (Mammalia) występujące w Polsce w stanie dzikim, w granicach swojego naturalnego obszaru występowania (gatunki rodzime), gatunki pojawiające się sporadycznie w wyniku migracji, oraz gatunki obce występujące w środowisku naturalnym. Nie ujęto w wykazie gatunków udomowionych, hodowlanych (z wyjątkiem uciekinierów z hodowli, mogących egzystować w warunkach naturalnych np. nutrii) oraz trzymanych w ogrodach zoologicznych. Łącznie, w czasach nowożytnych (po roku 1500), na terenie Polski odnotowano 119 (uwzględniając sobola – 120, a być może nawet 122, jeśli prawdziwe są informacje o bytowaniu na ziemiach polskich polatuchy i rosomaka) gatunków ssaków, występujących w stanie dzikim.
Za gatunki obce uznano takie, które zostały introdukowane przez człowieka na terytorium Polski (np. muflon, jeleń wschodni) oraz takie, które zostały introdukowane przez człowieka do Europy z innej części świata, a następnie przywędrowały do Polski z sąsiednich krajów (np. jenot, piżmak). Znakiem (†) oznaczono gatunki całkowicie wymarłe lub wymarłe na obszarze Polski i dotychczas nie reintrodukowane.

## Lista ssaków Polski (1500 r. - dziś)
| Rząd: owadożerne (Eulipotyphla)           |                              |                                                                | |         |
| Rodzina                                   | Rodzaj                       | Gatunek                                                        | Uwagi | Grafika |
| jeżowate (Erinaceidae)                    | jeż (Erinaceus)              | jeż wschodni (Erinaceus roumanicus)                            | objęty ochroną częściową |         |
| jeżowate (Erinaceidae)                    | jeż (Erinaceus)              | jeż zachodni (Erinaceus europaeus)                             | objęty ochroną częściową |         |
| kretowate (Talpidae)                      | kret (Talpa)                 | kret europejski (Talpa europaea)                               | objęty ochroną częściową |         |
| ryjówkowate (Soricidae)                   | zębiełek (Crocidura)         | zębiełek białawy (Crocidura leucodon)                          | objęty ochroną częściową |         |
| ryjówkowate (Soricidae)                   | zębiełek (Crocidura)         | zębiełek karliczek (Crocidura suaveolens)                      | objęty ochroną częściową |         |
| ryjówkowate (Soricidae)                   | rzęsorek (Neomys)            | rzęsorek mniejszy (Neomys milleri)                             | objęty ochroną częściową |         |
| ryjówkowate (Soricidae)                   | rzęsorek (Neomys)            | rzęsorek rzeczek (Neomys fodiens)                              | objęty ochroną częściową |         |
| ryjówkowate (Soricidae)                   | ryjówka (Sorex)              | ryjówka aksamitna (Sorex araneus)                              | objęta ochroną częściową |         |
| ryjówkowate (Soricidae)                   | ryjówka (Sorex)              | ryjówka górska (Sorex alpinus)                                 | objęta ochroną częściową |         |
| ryjówkowate (Soricidae)                   | ryjówka (Sorex)              | ryjówka malutka (Sorex minutus)                                | objęta ochroną częściową |         |
| ryjówkowate (Soricidae)                   | ryjówka (Sorex)              | ryjówka średnia (Sorex caecutiens)                             | objęta ochroną częściową |         |
| Rząd: nietoperze (Chiroptera)             |                              |                                                                | |         |
| Rodzina                                   | Rodzaj                       | Gatunek                                                        | Uwagi | Grafika |
| podkowcowate (Rhinolophidae)              | podkowiec (Rhinolophus)      | podkowiec mały (Rhinolophus hipposideros)                      | objęty ochroną ścisłą |         |
| podkowcowate (Rhinolophidae)              | podkowiec (Rhinolophus)      | podkowiec duży (Rhinolophus ferrumequinum)                     | objęty ochroną ścisłą |         |
| mroczkowate (Vespertilionidae)            | mopek (Barbastella)          | mopek zachodni (Barbastella barbastellus)                      | objęty ochroną ścisłą |         |
| mroczkowate (Vespertilionidae)            | mroczek (Eptesicus)          | mroczek pozłocisty (Eptesicus nilssonii)                       | objęty ochroną ścisłą |         |
| mroczkowate (Vespertilionidae)            | mroczek (Eptesicus)          | mroczek późny (Eptesicus serotinus)                            | objęty ochroną ścisłą |         |
| mroczkowate (Vespertilionidae)            | przymroczek (Hypsugo)        | przymroczek Saviego (Hypsugo savii)                            | objęty ochroną ścisłą |         |
| mroczkowate (Vespertilionidae)            | nocek (Myotis)               | nocek Alkatoe (Myotis alcathoe)                                | objęty ochroną ścisłą |         |
| mroczkowate (Vespertilionidae)            | nocek (Myotis)               | nocek Bechsteina (Myotis bechsteinii)                          | objęty ochroną ścisłą |         |
| mroczkowate (Vespertilionidae)            | nocek (Myotis)               | nocek Brandta (Myotis brandtii)                                | objęty ochroną ścisłą |         |
| mroczkowate (Vespertilionidae)            | nocek (Myotis)               | nocek duży (Myotis myotis)                                     | objęty ochroną ścisłą |         |
| mroczkowate (Vespertilionidae)            | nocek (Myotis)               | nocek ostrouszny (Myotis oxygnathus)                           | objęty ochroną ścisłą |         |
| mroczkowate (Vespertilionidae)            | nocek (Myotis)               | nocek łydkowłosy (Myotis dasycneme)                            | objęty ochroną ścisłą |         |
| mroczkowate (Vespertilionidae)            | nocek (Myotis)               | nocek Natterera (Myotis nattereri)                             | objęty ochroną ścisłą |         |
| mroczkowate (Vespertilionidae)            | nocek (Myotis)               | nocek orzęsiony (Myotis emarginatus)                           | objęty ochroną ścisłą |         |
| mroczkowate (Vespertilionidae)            | nocek (Myotis)               | nocek rudy (Myotis daubentonii)                                | objęty ochroną ścisłą |         |
| mroczkowate (Vespertilionidae)            | nocek (Myotis)               | nocek wąsatek (Myotis mystacinus)                              | objęty ochroną ścisłą |         |
| mroczkowate (Vespertilionidae)            | borowiec (Nyctalus)          | borowiec leśny (Nyctalus leisleri)                             | objęty ochroną ścisłą |         |
| mroczkowate (Vespertilionidae)            | borowiec (Nyctalus)          | borowiec olbrzymi (Nyctalus lasiopterus)                       | objęty ochroną ścisłą |         |
| mroczkowate (Vespertilionidae)            | borowiec (Nyctalus)          | borowiec wielki (Nyctalus noctula)                             | objęty ochroną ścisłą |         |
| mroczkowate (Vespertilionidae)            | karlik (Pipistrellus)        | karlik drobny (Pipistrellus pygmaeus)                          | objęty ochroną ścisłą |         |
| mroczkowate (Vespertilionidae)            | karlik (Pipistrellus)        | karlik malutki (Pipistrellus pipistrellus)                     | objęty ochroną ścisłą |         |
| mroczkowate (Vespertilionidae)            | karlik (Pipistrellus)        | karlik większy (Pipistrellus nathusii)                         | objęty ochroną ścisłą |         |
| mroczkowate (Vespertilionidae)            | karlik (Pipistrellus)        | karlik średni (Pipistrellus kuhlii)                            | objęty ochroną ścisłą |         |
| mroczkowate (Vespertilionidae)            | gacek (Plecotus)             | gacek brunatny (Plecotus auritus)                              | objęty ochroną ścisłą |         |
| mroczkowate (Vespertilionidae)            | gacek (Plecotus)             | gacek szary (Plecotus austriacus)                              | objęty ochroną ścisłą |         |
| mroczkowate (Vespertilionidae)            | mroczak (Vespertilio)        | mroczak posrebrzany (Vespertilio murinus)                      | objęty ochroną ścisłą |         |
| podkasańcowate (Miniopteridae)            | podkasaniec (Miniopterus)    | podkasaniec zwyczajny (Miniopterus schreibersii)               | pojedyncze osobniki obserwowane od 2015 |         |
| Rząd: gryzonie (Rodentia)                 |                              |                                                                | |         |
| Rodzina                                   | Rodzaj                       | Gatunek                                                        | Uwagi | Grafika |
| wiewiórkowate (Sciuridae)                 | świstak (Marmota)            | świstak tatrzański (Marmota marmota latirostris)               | objęty ochroną ścisłą |         |
| wiewiórkowate (Sciuridae)                 | wiewiórka (Sciurus)          | wiewiórka pospolita (Sciurus vulgaris)                         | objęta ochroną częściową |         |
| wiewiórkowate (Sciuridae)                 | suseł (Spermophilus)         | suseł moręgowany (Spermophilus citellus)                       | objęty ochroną ścisłą |         |
| wiewiórkowate (Sciuridae)                 | suseł (Spermophilus)         | suseł perełkowany (Spermophilus suslicus)                      | objęty ochroną ścisłą |         |
| skoczkowate (Dipodidae)                   | smużka (Sicista)             | smużka leśna (Sicista betulina)                                | objęta ochroną ścisłą |         |
| skoczkowate (Dipodidae)                   | smużka (Sicista)             | smużka stepowa (Sicista subtilis)                              | objęta ochroną ścisłą |         |
| bobrowate (Castoridae)                    | bóbr (Castor)                | bóbr europejski (Castor fiber)                                 | objęty ochroną częściową |         |
| bobrowate (Castoridae)                    | bóbr (Castor)                | bóbr kanadyjski (Castor canadensis)†                           | gatunek obcy introdukowany ok. 1928, na obszarze Polski wyginął po roku 1970. |         |
| chomikowate (Cricetidae)                  | chomik (Cricetus)            | chomik europejski (Cricetus cricetus)                          | objęty ochroną ścisłą |         |
| kolczakowate (Echimyidae)                 | nutria (Myocastor)           | nutria amerykańska (Myocastor coypus)                          | gatunek obcy, w Polsce od ok. 1960 |         |
| karczowniki (Arvicolinae)                 | karczownik (Arvicola)        | karczownik ziemnowodny (Arvicola amphibius)                    | objęty ochroną częściową |         |
| karczowniki (Arvicolinae)                 | karczownik (Arvicola)        | karczownik górski (Arvicola monticola, syn. Arvicola scherman) | objęty ochroną częściową |         |
| karczowniki (Arvicolinae)                 | nornica (Myodes)             | nornica ruda (Myodes glareolus)                                | |         |
| karczowniki (Arvicolinae)                 | śnieżnik (Chionomys)         | śnieżnik europejski (Chionomys nivalis)                        | objęty ochroną ścisłą |         |
| karczowniki (Arvicolinae)                 | nornik (Microtus)            | nornik bury (Microtus agrestis)                                | |         |
| karczowniki (Arvicolinae)                 | nornik (Microtus)            | nornik północny (Microtus oeconomus)                           | |         |
| karczowniki (Arvicolinae)                 | nornik (Microtus)            | nornik zwyczajny (Microtus arvalis)                            | |         |
| karczowniki (Arvicolinae)                 | nornik (Microtus)            | nornik darniowy (Microtus subterraneus)                        | |         |
| karczowniki (Arvicolinae)                 | nornik (Microtus)            | nornik tatrzański (Microtus tatricus)                          | objęta ochroną ścisłą |         |
| karczowniki (Arvicolinae)                 | piżmak (Ondatra)             | piżmak amerykański (Ondatra zibethicus)                        | gatunek obcy, w Polsce od 1905, gatunek łowny |         |
| popielicowate (Gliridae)                  | koszatka (Dryomys)           | koszatka leśna (Dryomys nitedula)                              | objęta ochroną ścisłą |         |
| popielicowate (Gliridae)                  | żołędnica (Eliomys)          | żołędnica europejska (Eliomys quercinus)                       | objęta ochroną ścisłą |         |
| popielicowate (Gliridae)                  | popielica (Glis)             | popielica szara (Glis glis)                                    | objęta ochroną częściową |         |
| popielicowate (Gliridae)                  | orzesznica (Muscardinus)     | orzesznica leszczynowa (Muscardinus avellanarius)              | objęta ochroną ścisłą |         |
| myszowate (Muridae)                       | myszarka (Apodemus)          | myszarka polna (Apodemus agrarius)                             | |         |
| myszowate (Muridae)                       | myszarka (Apodemus)          | myszarka leśna (Apodemus flavicolis)                           | |         |
| myszowate (Muridae)                       | myszarka (Apodemus)          | myszarka zielna (Apodemus uralensis)                           | objęta ochroną częściową |         |
| myszowate (Muridae)                       | myszarka (Apodemus)          | myszarka zaroślowa (Apodemus sylvaticus)                       | objęta ochroną częściową |         |
| myszowate (Muridae)                       | badylarka (Micromys)         | badylarka pospolita (Micromys minutus)                         | objęta ochroną częściową |         |
| myszowate (Muridae)                       | mysz (Mus)                   | mysz domowa (Mus musculus)                                     | |         |
| myszowate (Muridae)                       | szczur (Rattus)              | szczur śniady (Rattus rattus)                                  | |         |
| myszowate (Muridae)                       | szczur (Rattus)              | szczur wędrowny (Rattus norvegicus)                            | |         |
| Rząd: zajęczaki (Lagomorpha)              |                              |                                                                | |         |
| Rodzina                                   | Rodzaj                       | Gatunek                                                        | Uwagi | Grafika |
| zającowate (Leporidae)                    | królik (Oryctolagus)         | królik europejski (Oryctolagus cuniculus)                      | gatunek łowny |         |
| zającowate (Leporidae)                    | zając (Lepus)                | zając bielak (Lepus timidus)                                   | objęty ochroną ścisłą |         |
| zającowate (Leporidae)                    | zając (Lepus)                | zając szarak (Lepus europaeus)                                 | gatunek łowny |         |
| Rząd: drapieżne (Carnivora)               |                              |                                                                | |         |
| Rodzina                                   | Rodzaj                       | Gatunek                                                        | Uwagi | Grafika |
| psowate (Canidae)                         | wilk (Canis)                 | wilk szary (Canis lupus)                                       | objęty ochroną ścisłą |         |
| psowate (Canidae)                         | wilk (Canis)                 | szakal złocisty (Canis aureus)                                 | gatunek w trakcie naturalnej ekspansji, w Polsce pojedyncze osobniki obserwowane od 2015 |         |
| psowate (Canidae)                         | jenot (Nyctereutes)          | jenot azjatycki (Nyctereutes procyonoides)                     | gatunek obcy, w Polsce od 1955, gatunek łowny |         |
| psowate (Canidae)                         | lis (Vulpes)                 | lis rudy (Vulpes vulpes)                                       | gatunek łowny |         |
| niedźwiedziowate (Ursidae)                | niedźwiedź (Ursus)           | niedźwiedź brunatny (Ursus arctos)                             | objęty ochroną ścisłą |         |
| łasicowate (Mustelidae)                   | wydra (Lutra)                | wydra europejska (Lutra lutra)                                 | objęta ochroną częściową |         |
| łasicowate (Mustelidae)                   | kuna (Martes)                | kuna domowa (Martes foina)                                     | gatunek łowny |         |
| łasicowate (Mustelidae)                   | kuna (Martes)                | kuna leśna (Martes martes)                                     | gatunek łowny |         |
| łasicowate (Mustelidae)                   | kuna (Martes)                | soból tajgowy (Martes zibellina)†                              | zobacz przypis |         |
| łasicowate (Mustelidae)                   | borsuk (Meles)               | borsuk europejski (Meles meles)                                | gatunek łowny |         |
| łasicowate (Mustelidae)                   | łasica (Mustela)             | łasica pospolita (Mustela nivalis)                             | objęta ochroną częściową |         |
| łasicowate (Mustelidae)                   | łasica (Mustela)             | gronostaj europejski (Mustela erminea)                         | objęty ochroną częściową |         |
| łasicowate (Mustelidae)                   | łasica (Mustela)             | norka europejska (Mustela lutreola)†                           | objęta ochroną ścisłą, prawdopodobnie zanikła na obszarze Polski, ostatnio była stwierdzana w latach 30. XX w. |         |
| łasicowate (Mustelidae)                   | łasica (Mustela)             | tchórz zwyczajny (Mustela putorius)                            | gatunek łowny |         |
| łasicowate (Mustelidae)                   | łasica (Mustela)             | tchórz stepowy (Mustela eversmanni)                            | objęty ochroną ścisłą |         |
| łasicowate (Mustelidae)                   | wizon (Neovison)             | wizon amerykański (Neovison vison)                             | gatunek obcy, w Polsce od ok. 1960, gatunek łowny |         |
| szopowate (Procyonidae)                   | szop (Procyon)               | szop pracz (Procyon lotor)                                     | gatunek obcy, w Polsce od 1927, gatunek łowny |         |
| kotowate (Felidae)                        | ryś (Lynx)                   | ryś euroazjatycki (Lynx lynx)                                  | objęty ochroną ścisłą |         |
| kotowate (Felidae)                        | kot (Felis)                  | żbik europejski (Felis silvestris)                             | objęty ochroną ścisłą |         |
| fokowate (Phocidae)                       | szarytka (Halichoerus)       | szarytka morska (Halichoerus grypus)                           | objęta ochroną ścisłą |         |
| fokowate (Phocidae)                       | nerpa (Pusa)                 | nerpa obrączkowana (Pusa hispida)                              | objęta ochroną ścisłą |         |
| fokowate (Phocidae)                       | foka (Phoca)                 | foka pospolita (Phoca vitulina)                                | objęta ochroną ścisłą |         |
| morsowate (Odobenidae)                    | mors (Odobenus)              | mors arktyczny (Odobenus rosmarus)                             | czerwiec 2022 r., Mielno |         |
| Rząd: nieparzystokopytne (Perissodactyla) |                              |                                                                | |         |
| Rodzina                                   | Rodzaj                       | Gatunek                                                        | Uwagi | Grafika |
| koniowate (Equidae)                       | koń (Equus)                  | tarpan (Equus ferus)†                                          | wymarł całkowicie w początkach XIX w. |         |
| Rząd: parzystokopytne (Artiodactyla)      |                              |                                                                | |         |
| Rodzina                                   | Rodzaj                       | Gatunek                                                        | Uwagi | Grafika |
| wołowate (Bovidae)                        | bizon (Bison)                | żubr europejski (Bison bonasus)                                | objęty ochroną ścisłą |         |
| wołowate (Bovidae)                        | bydło (Bos)                  | tur (Bos primigenius)†                                         | wymarł całkowicie w 1627 |         |
| wołowate (Bovidae)                        | owca (Ovis)                  | muflon śródziemnomorski (Ovis musimon)                         | gatunek obcy, w Polsce od 1899, gatunek łowny |         |
| wołowate (Bovidae)                        | kozica (Rupicapra)           | kozica tatrzańska (Rupicapra rupicapra tatrica)                | objęta ochroną ścisłą |         |
| świniowate (Suidae)                       | świnia (Sus)                 | dzik (Sus scrofa)                                              | gatunek łowny |         |
| jeleniowate (Cervidae)                    | łoś (Alces)                  | łoś euroazjatycki (Alces alces)                                | objęty ochroną ścisłą |         |
| jeleniowate (Cervidae)                    | sarna (Capreolus)            | sarna europejska (Capreolus capreolus)                         | gatunek łowny |         |
| jeleniowate (Cervidae)                    | sarna (Capreolus)            | sarna syberyjska (Capreolus pygargus)                          | gatunek (izolowana populacja) wykazany z terenu wschodniej Polski na podstawie badań genetycznych mtDNA, niezależnie introdukowany (osobniki z terenu Rosji) ok. 1900 w okolicach Kędzierzyna Koźla, gdzie później wyginęła |         |
| jeleniowate (Cervidae)                    | jeleń (Cervus)               | jeleń szlachetny (Cervus elaphus)                              | gatunek łowny |         |
| jeleniowate (Cervidae)                    | jeleń (Cervus)               | jeleń wschodni (Cervus nippon)                                 | gatunek obcy, introdukowany w 1905, gatunek łowny |         |
| jeleniowate (Cervidae)                    | jeleń (Cervus)               | jeleń kanadyjski (Cervus canadensis)†                          | gatunek obcy, wyginął na obszarze Polski |         |
| jeleniowate (Cervidae)                    | daniel (Dama)                | daniel zwyczajny (Dama dama)                                   | gatunek obcy, w Polsce od XVII w., gatunek łowny |         |
| Rząd: walenie (Cetacea)                   |                              |                                                                | |         |
| Rodzina                                   | Rodzaj                       | Gatunek                                                        | Uwagi | Grafika |
| zyfiowate (Ziphiidae)                     | dziobowal (Mesoplodon)       | dziobowal dwuzębny (Mesoplodon bidens)                         | objęty ochroną ścisłą |         |
| zyfiowate (Ziphiidae)                     | butlogłów (Hyperoodon)       | butlogłów północny (Hyperoodon ampullatus)                     | objęty ochroną ścisłą |         |
| delfinowate (Delphinidae)                 | delfin (Delphinus)           | delfin zwyczajny (Delphinus delphin)                           | objęty ochroną ścisłą |         |
| delfinowate (Delphinidae)                 | delfinowiec (Lagenorhynchus) | delfinowiec białonosy (Lagenorhynchus albirostris)             | objęty ochroną ścisłą |         |
| delfinowate (Delphinidae)                 | butlonos (Tursiops)          | butlonos zwyczajny (Tursiops truncatus)                        | objęty ochroną ścisłą |         |
| morświnowate (Phocoenidae)                | morświn (Phocoena)           | morświn zwyczajny (Phocoena phocoena)                          | objęty ochroną ścisłą |         |
| narwalowate (Monodontidae)                | białucha (Delphinapterus)    | białucha arktyczna (Delphinapterus leucas)                     | objęta ochroną ścisłą |         |
| płetwalowate (Balaenopteridae)            | długopłetwiec (Megaptera)    | długopłetwiec oceaniczny (Megaptera novaeangliae)              | objęty ochroną ścisłą |         |
| płetwalowate (Balaenopteridae)            | płetwal (Balaenoptera)       | płetwal zwyczajny (Balaenoptera physalus)                      | objęty ochroną ścisłą |         |
| płetwalowate (Balaenopteridae)            | płetwal (Balaenoptera)       | płetwal czerniakowy (Balaenoptera borealis)                    | objęty ochroną ścisłą |         |
| waleniowate (Balaenidae)                  | waleń (Eubalaena)            | waleń biskajski (Eubalaena glacialis)                          | objęty ochroną ścisłą, w polskiej części wód Morza Bałtyckiego był ostatnio obserwowany w średniowieczu |         |